# Haus zum Falken

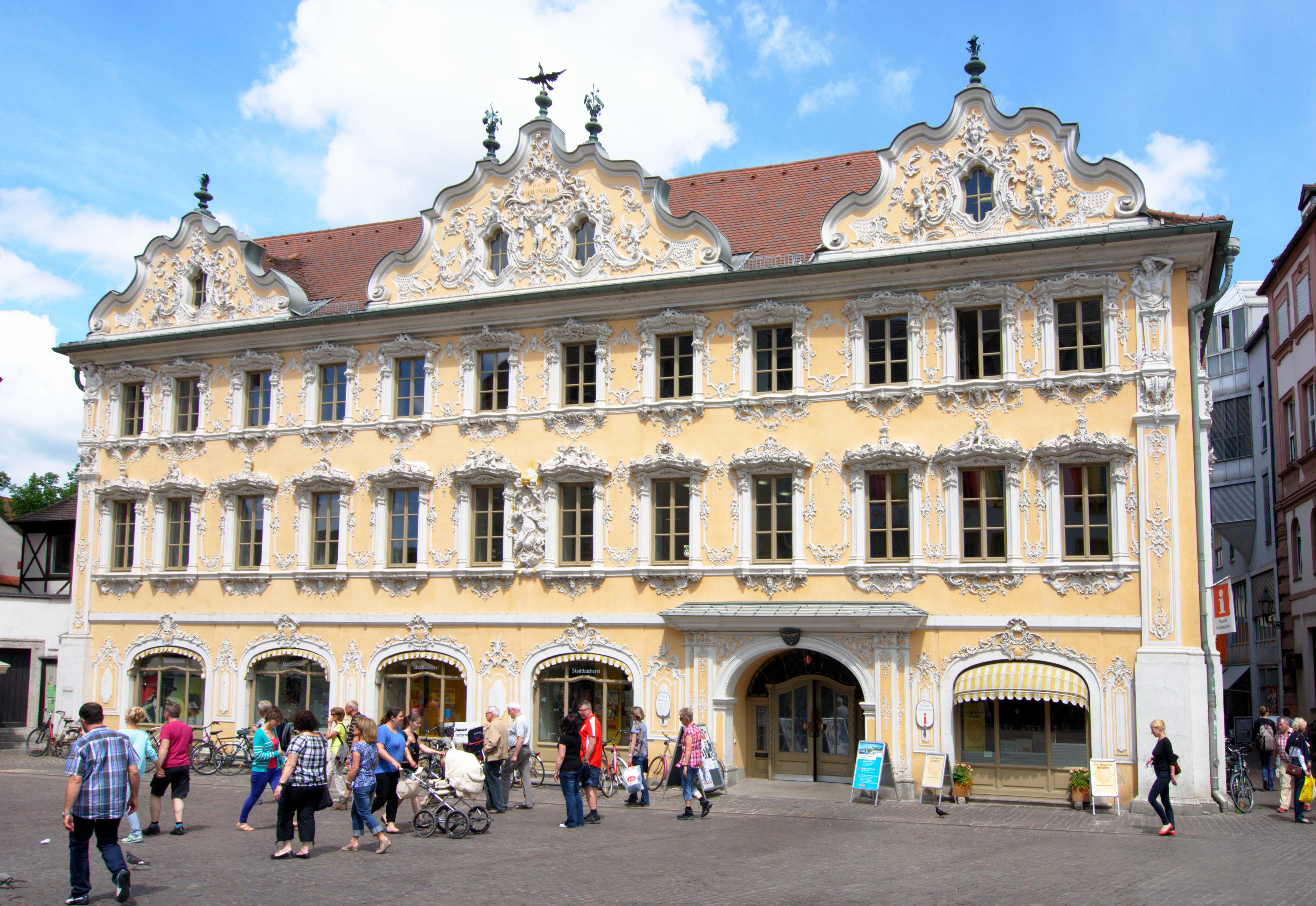
Das Falkenhaus am Oberen Markt in Würzburg

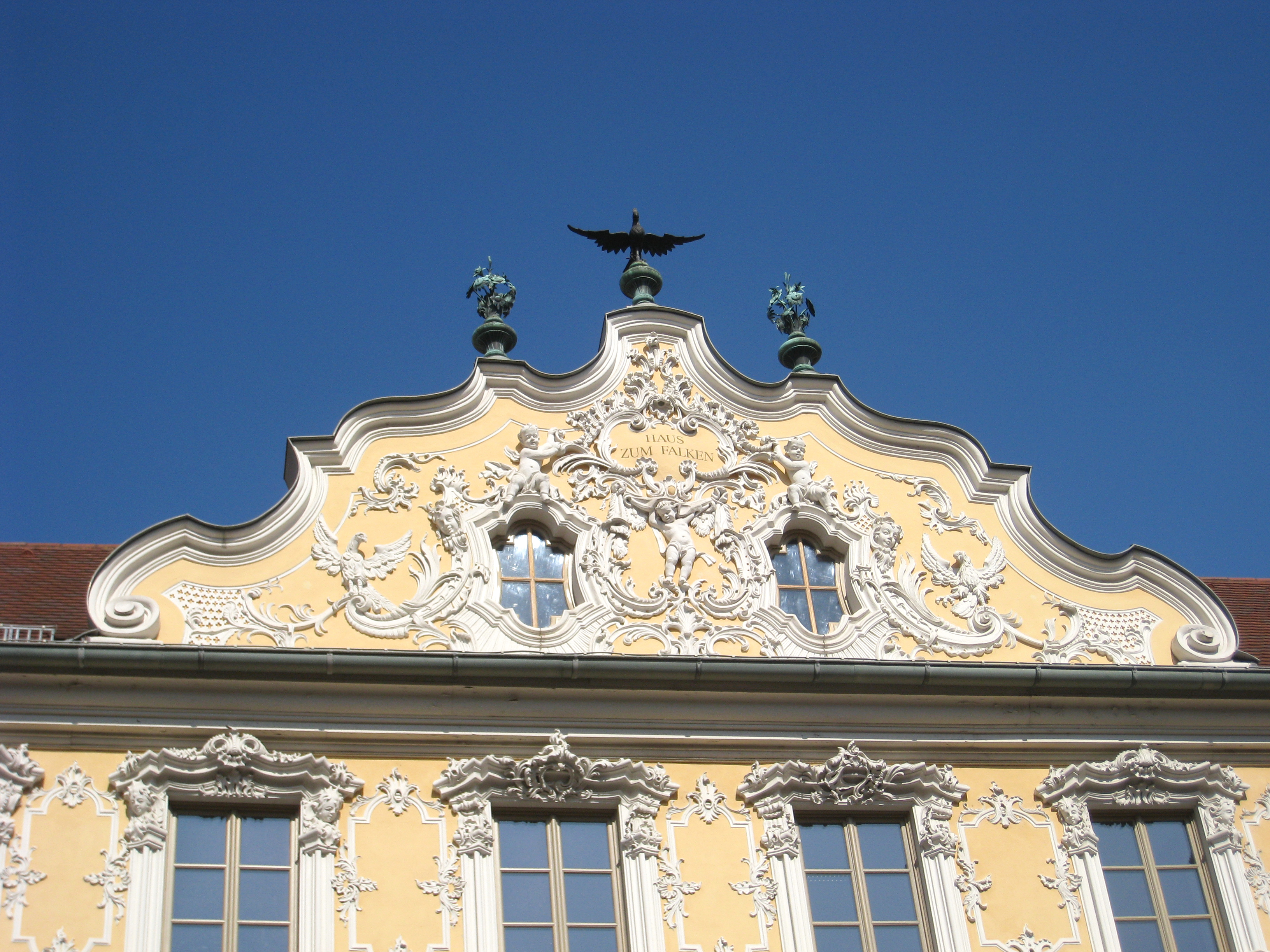
Haus zum Falken, zentraler Giebel

Das Haus zum Falken, auch Falkenhaus genannt, ist ein Gebäude am Marktplatz in der Innenstadt Würzburgs.

## Geschichte
Das ursprüngliche Gebäude trug die Bezeichnung „Hof zur Burgpfarre“ und diente ab 1338 zur Beherbergung des Dompfarrers. Das Haus wurde 1735 vom Gastwirt Franz Thomas Meißner aufgekauft und als Gasthaus „Zum Falken“ betrieben. Meißners Witwe ließ 1751 die dreigiebelige, mit Stuck verzierte Rokoko-Fassade errichten. Bis ins 19. Jahrhundert beherbergte das dreigeschossige Falkenhaus Würzburgs einzigen Konzert- und Tanzsaal.
Das Haus wurde 1939 von der Stadt Würzburg aufgekauft. Im Zweiten Weltkrieg brannte das Haus beim Bombenangriff auf Würzburg am 16. März 1945 vollständig aus und Teile der Fassade stürzten ein. Wegen der prominenten Lage des zerstörten Gebäudes am oberen Markt vertrat der Würzburger Regierungsbaumeister Rudolf Schlick 1947 aus denkmalpflegerischen Gründen den Wiederaufbau, dieser verzögerte sich allerdings zunächst. Anfang der 1950er Jahre wurde er dann durch das städtische Hochbauamt Würzburg nach der Vorlage alter Fotografien doch vorgenommen. Die Rekonstruktion der Fassade gilt nach dem Dehio-Handbuch als vorbildlich, die innere Organisation des Gebäudes wurde allerdings zeitgemäßen Verwendungszwecken angepasst. Seit 1952 ist das Gebäude im heutigen Zustand und beherbergt die Touristen-Information sowie die zentrale Stadtbücherei der Stadt Würzburg.
Jahrzehnte später wurde die Eingliederung des Gebäudes in einen Kaufhauskomplex diskutiert. Hier wäre die nachgebildete Rokokofassade nur mehr als „vorgeblendete Scheibe“ erhalten geblieben. Ab 1993 wurde die Stadtbücherei im Falkenhaus umgebaut und erweitert, dabei wurde der seit 1972 ein Jugendzentrum beherbergende Falkenhof, die ehemaligen über den Marienplatz zugänglichen Falken- oder Zentralsäle des Falkenhauses, abgerissen. Das Haus grenzt an der einen Seite an die Marienkapelle und auf der anderen Seite an das Kaufhaus Kaufhof.